# سردرد سرماپایه

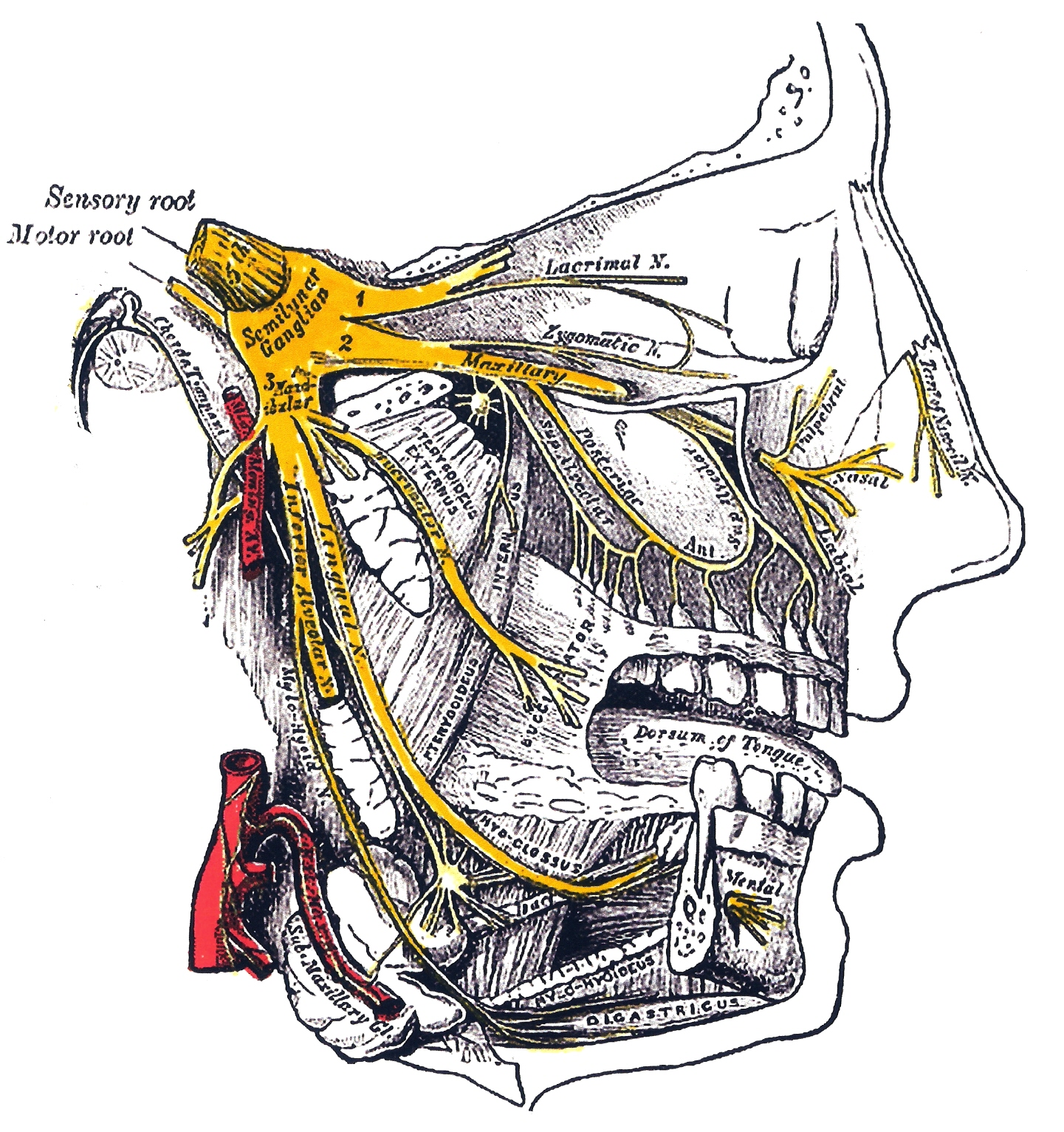
عصب سه‌قلو که به رنگ زرد نشان داده شده‌است، سیگنال‌هایی را از رگ‌های خونی گشادشده در کام به مغز هدایت می‌کند، که این درد را به‌عنوان ناشی از پیشانی تفسیر می‌کند.

سردرد سرماپایه یا سردرد سرمامحور یا سردرد از محرک سرمایی (به انگلیسی: Cold-stimulus headache)، که در زبان عامیانه به عنوان سردرد بستنی یا انجماد مغزی شناخته می‌شود، نوعی درد یا سردرد مختصر است که به‌طور معمول با مصرف (به‌ویژه سریع) نوشیدنی‌های سرد یا غذاهایی مانند بستنی، بستنی یخی، و مخروط برفی همراه است. این بیماری در اثر تماس ماده سرد با سقف دهان ایجاد می‌شود، و اعتقاد بر این است که ناشی از یک پاسخ عصبی است که سبب انقباض و بزرگ‌شدن سریع رگ‌های خونی می‌شود، «به درد از سقف دهان تا سر» اشاره دارد. میزان مصرف غذاهای سرد به عنوان یک عامل تشدیدکننده مورد مطالعه قرار گرفته‌است. همچنین ممکن است هنگام قرار گرفتن ناگهانی سر بدون پوشش انسان که در دمای سرد، مانند شیرجه در آب سرد، رخ دهد. سردرد ناشی از محرک سرما با حساسیت عاجی، نوعی درد دندانی که در شرایط مشابه ممکن است رخ دهد، متمایز است.